# 811
| 811                |
| ------------------ |
| Dødsfald - Fødsler |
|                    |

| Gregoriansk kalender | 811 DCCCXI              |
| Ab urbe condita      | 1564                    |
| Armensk kalender     | 260 ԹՎ ՄԿ               |
| Kinesiske kalender   | 3507 – 3508 庚寅 – 辛卯 |
| Etiopisk kalender    | 803 – 804               |
| Jødisk kalender      | 4571 – 4572             |
| Hindukalendere       |                         |
| - Vikram Samvat      | 866 – 867               |
| - Shaka Samvat       | 733 – 734               |
| - Kali Yuga          | 3912 – 3913             |
| Iransk kalender      | 189 – 190               |
| Islamisk kalender    | 195 – 196               |

## Begivenheder
- Grænsen mellem Frankere og Daner fastsættes til Ejderen.